# Sitio de Zalingei
El sitio de Zalingei es un asedio que inició el 17 de abril de 2023 entre las Fuerzas de Apoyo Rápido y las Fuerzas Armadas de Sudán junto a milicias progubernamentales, en el contexto de la tercera guerra civil sudanesa.

## Asedio y bloqueo de la ciudad
Las Naciones Unidas informaron de enfrentamientos en la ciudad en los albores del inicio de la guerra civil sudanesa.
Entre el 17 y el 23 de mayo de 2023, el Hospital Universitario de Zalingei y el almacén de Médicos Sin Fronteras fueron saqueados por simpatizantes de la FAR; En ese mismo periodo de tiempo se cortaron las telecomunicaciones de la urbe. El 29 de mayo, Zalingei se convirtió en un nuevo epicentro de los combates sitiados por las FAR que respondían a los paramilitares progubernamentales que se atrincheraron, siendo los más relevantes los movimientos de Liberación de Sudán y Justicia e Igualdad.
Las viviendas y la infraestructura han sido destruidas por los combates. Según los informes, la ciudad enfrenta escasez de servicios médicos después de los saqueos y ataques de las Fuerzas de Apoyo Rápido.